# カノ
カノ（英: Kano, アジャミ文字: كَنُواْ）はナイジェリアの都市である。カノ州の州都。
国際空港もあり各地と航路でも結ばれている。
2006年の人口は約216.3万人。

## 歴史
ハウサ人が1000年頃に王国を建て、ハウサ諸王国のひとつカノ王国として繁栄した。
12世紀頃より、ムスリム商人の活動にともなってイスラーム化が進んだと考えられる。
サハラ縦断貿易の要所であり、金・塩・奴隷・象牙などを扱う交易拠点として発展した。
15世紀に土で作られた城壁が拡張された。
城壁は現在も残されている。
1805年、カノ首長国が成立。
1809年、他のハウサ諸国と同じくフラニ帝国によって征服される。
19世紀より西欧の探検家が侵入するようになる。
19世紀末にはこの地で「カノ年代記」が編まれ、ハウサ諸王国の歴史を伝える貴重な史料となっている。
20世紀初頭よりイギリスによる植民地化が進んだ。
1912年、にはカノとラゴスを結ぶ鉄道が開通した。
1953年、ヨルバ族とイボ族の間でen:Kano riot of 1953が起こった。
1960年、ナイジェリアがイギリスから独立した。
カノは北部州に編入された。
1966年、カノなど北部の都市で、ハウサ・フラニ人のイボ人に対する虐殺が行われ、数千人が犠牲となった。
1967年、北部の虐殺を受けて南東部でビアフラ共和国が建国しビアフラ戦争が始まった。
カノ州が新設され、カノは州都になった。

## 地理
近隣の都市としては、約130キロ南西のザリア、200キロ西のグサウなどが挙げられる。ニジェールとの国境まで約100キロ程度であり、約200キロ北にニジェールのザンデール（ジンデル）が位置している。
カノは標高488mで、サヘル南部に広がるスーダンサバンナ地域にあるジョス高原の北側に位置する。カノ川とチャラワ川が合流するアデジャ川付近に位置する。アデジャ川は東進してチャド湖に流れ込む。

## 気候
カノはケッペンの気候区分でサバナ気候に属する。
| カノ (1981–2010)の気候                             | カノ (1981–2010)の気候 | カノ (1981–2010)の気候 | カノ (1981–2010)の気候 | カノ (1981–2010)の気候 | カノ (1981–2010)の気候 | カノ (1981–2010)の気候 | カノ (1981–2010)の気候 | カノ (1981–2010)の気候 | カノ (1981–2010)の気候 | カノ (1981–2010)の気候 | カノ (1981–2010)の気候 | カノ (1981–2010)の気候 | カノ (1981–2010)の気候 |
| 月                                                 | 1月                    | 2月                    | 3月                    | 4月                    | 5月                    | 6月                    | 7月                    | 8月                    | 9月                    | 10月                   | 11月                   | 12月                   | 年                     |
| -------------------------------------------------- | ---------------------- | ---------------------- | ---------------------- | ---------------------- | ---------------------- | ---------------------- | ---------------------- | ---------------------- | ---------------------- | ---------------------- | ---------------------- | ---------------------- | ---------------------- |
| 平均最高気温 °C （°F）                             | 29.0 (84.2)            | 32.4 (90.3)            | 36.4 (97.5)            | 39.1 (102.4)           | 37.1 (98.8)            | 35.4 (95.7)            | 32.0 (89.6)            | 30.9 (87.6)            | 32.3 (90.1)            | 34.5 (94.1)            | 33.1 (91.6)            | 29.9 (85.8)            | 33.5 (92.3)            |
| 平均最低気温 °C （°F）                             | 13.7 (56.7)            | 16.2 (61.2)            | 20.4 (68.7)            | 24.5 (76.1)            | 25.0 (77)              | 23.7 (74.7)            | 22.1 (71.8)            | 21.2 (70.2)            | 21.9 (71.4)            | 21.2 (70.2)            | 17.1 (62.8)            | 14.2 (57.6)            | 20.1 (68.2)            |
| 雨量 mm （inch）                                   | 0.0 (0)                | 0.3 (0.012)            | 1.0 (0.039)            | 14.1 (0.555)           | 57.3 (2.256)           | 132.5 (5.217)          | 281.0 (11.063)         | 323.9 (12.752)         | 155.8 (6.134)          | 14.1 (0.555)           | 0.0 (0)                | 0.0 (0)                | 980.0 (38.583)         |
| 平均降雨日数 （≥0.2 mm）                           | 0                      | 0                      | 0                      | 1                      | 5                      | 8                      | 13                     | 15                     | 24                     | 6                      | 0                      | 0                      | 72                     |
| % 湿度                                             | 17.0                   | 13.2                   | 13.2                   | 19.1                   | 29.5                   | 44.5                   | 58.9                   | 63.6                   | 55.0                   | 30.1                   | 18.1                   | 17.4                   | 31.6                   |
| 平均月間日照時間                                   | 244.9                  | 232.4                  | 238.7                  | 234.0                  | 263.5                  | 261.0                  | 229.4                  | 220.1                  | 240.0                  | 266.6                  | 264.0                  | 260.4                  | 2,955                  |
| 平均日照時間                                       | 7.9                    | 8.3                    | 7.7                    | 7.8                    | 8.5                    | 8.7                    | 7.4                    | 7.1                    | 8.0                    | 8.6                    | 8.8                    | 8.4                    | 8.1                    |
| 出典1：World Meteorological Organization           |                        |                        |                        |                        |                        |                        |                        |                        |                        |                        |                        |                        |                        |
| 出典2：NOAA (sun and relative humidity, 1961–1990) |                        |                        |                        |                        |                        |                        |                        |                        |                        |                        |                        |                        |                        |

## 住民
- ハウサ人（ハウサ語）
- フラニ族（フラニ語）

## 経済
ナイジェリア北部の経済・文化における中心都市。
ピーナッツの生産、集散地として知られる。

## 交通

### 空港
- マラム・アミヌ・カノ国際空港

### 鉄道
ラゴスまでの鉄道は、長らく荒廃して運行が停止されていたが2012年に再開されている。

### 道路
- サハラ砂漠縦貫道路（トランス・アフリカ・ハイウェイ2号線）：アルジェ(アルジェリア)⇔タマンラセット(アルジェリア)⇔アガデス(ニジェール)⇔カノ⇔ラゴス
- トランス・アフリカ・ハイウェイ5号線（サヘル横断道路）：ダカール(セネガル)⇔バマコ(マリ共和国)⇔ワガドゥグー(ブルキナファソ)⇔ニアメ(ニジェール)⇔カノ⇔ンジャメナ(チャド)

## 教育
街にはバイェロ大学があり、ナイジェリア北部における教育の中心地でもある。
- バイェロ大学（英語版）
- Maitama Sule University

## ギャラリー

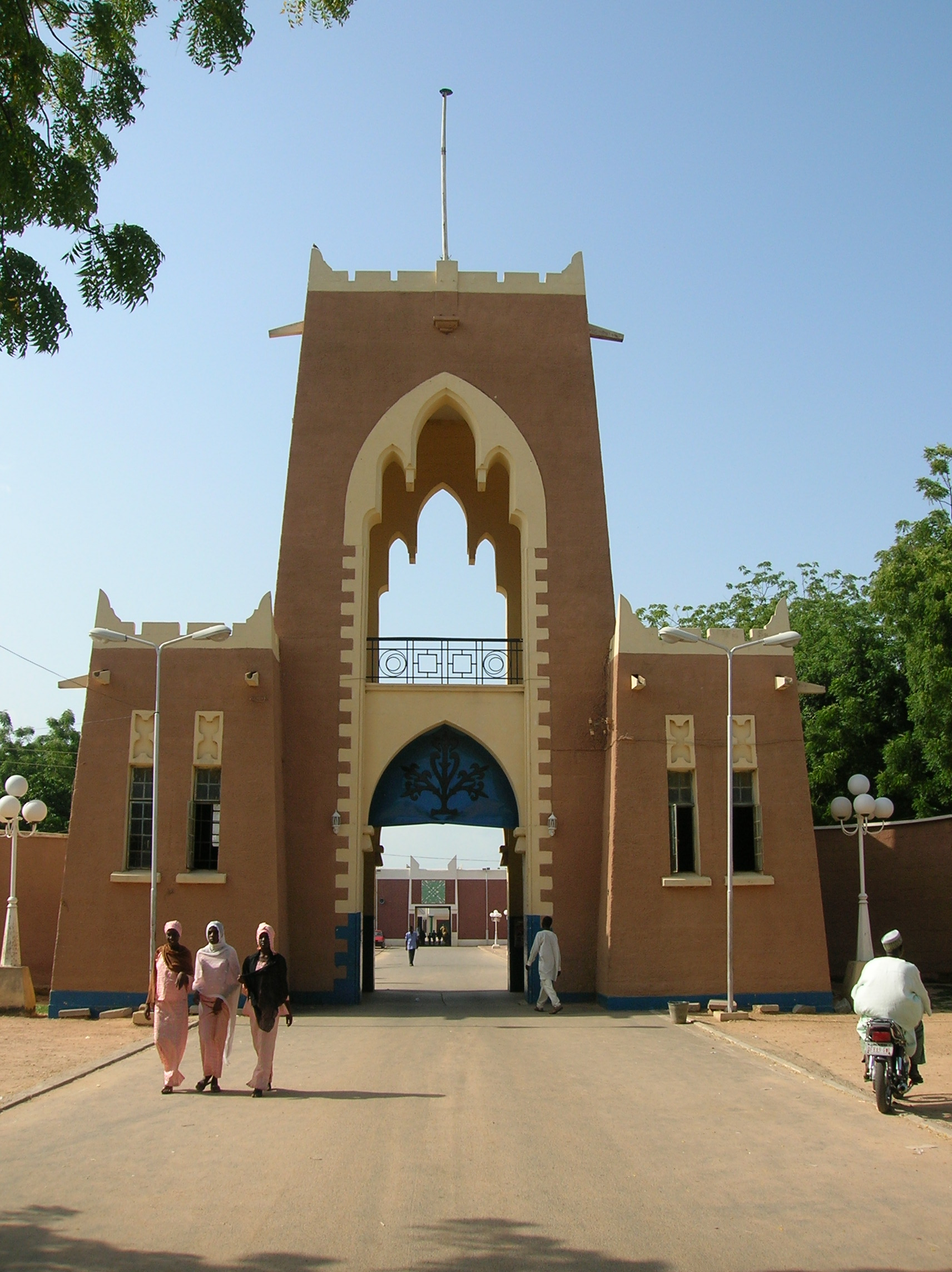
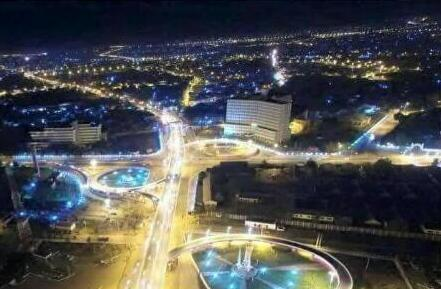
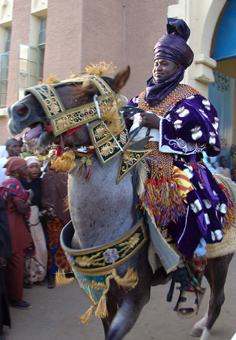
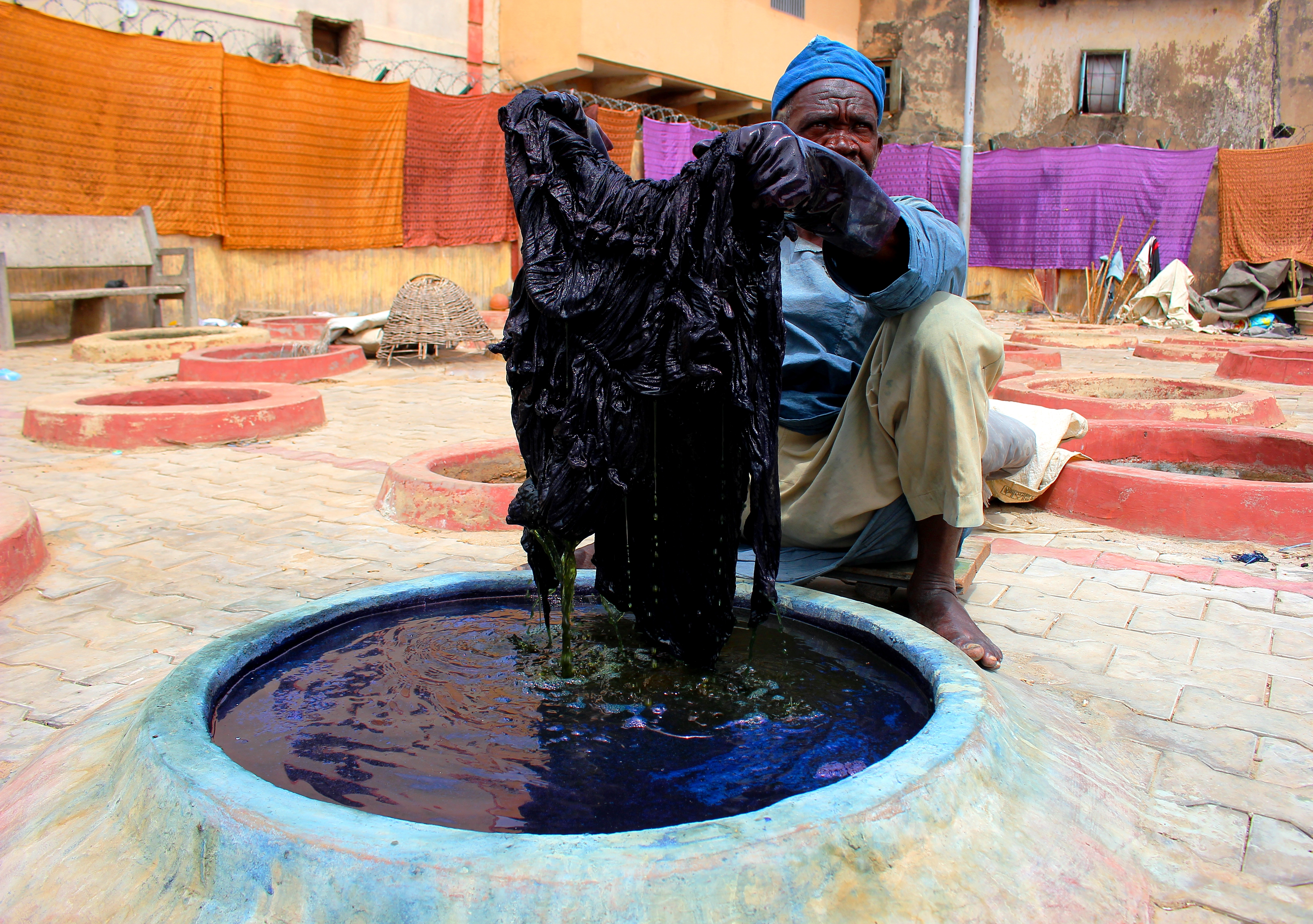

## スポーツ

### サッカー
カノをホームとするサッカークラブがある。
- カノ・ピラーズFC（英語版）

## 出身者
- サニ・アバチャ
- ディクソン・エトゥフ
- サニ・カイタ